# Franz Dorotheus Gerlach
Franz Dorotheus Gerlach (Wolfbehringen, 18 luglio 1793 – Basilea, 31 ottobre 1876) è stato un filologo classico, storiografo e giurista tedesco, noto per i suoi studi su Roma Antica.

## Biografia
Nasce in Turingia nella provincia di Gotha nella famiglia di un pastore protestante. Compì studi di filologia, teologia e antichistica a Lipsia e a Gottinga dove fu allievo di Arnold Heeren. Nel 1819 viene nominato professore di letteratura latina e storia antica all'Università di Basilea; incarico che terrà fino al 1875, un anno prima della morte.
Inedito in Italia, fu filologo e antichista di lunga carriera accademica ma di modesti riconoscimenti letterari. Lo si ricorda anche per la lunga amicizia e il sodalizio letterario con Johann Jakob Bachofen, che gli fu allievo carissimo.

## Opere
- Historiche Studien I, Gotha 1841. - Studi Storici, raccoglie e amplia numerosi saggi pubblicati precedentemente dall'autore.

- Historiche Studien II, Basilea 1847.
- Geschichte der Römer, 1 voll. (su 3 previsti) , parti 1 e 2 ,  con J.J.Bachofen, Basilea 1851. - Storia dei Romani, tenta la grande sintesi di tutte le aree della storia romana, restera' incompiuta e limitata alla Roma arcaica del periodo regio; che poi si rivelerà la vera area di interesse dei due autori nella tarda maturità.
- Zaleukos, Charondas, Pythagoras. Zur Kulturgeschichte von Grossgriechenland, Basilea 1858.
- Historiche Studien III, Basilea 1863.